# Kissel (Unternehmen)
Die  Kissel GmbH mit Sitz in Landau in der Pfalz ist die Konzernmutter der Kissel-Unternehmensgruppe (vormals Frey & Kissel), einer mittelständischen Unternehmensgruppe des Lebensmittelhandels mit geschäftlichem Schwerpunkt im Südwesten von Deutschland. Alleinige Gesellschafterin der vormals familiengeführten Unternehmensgruppe ist die gemeinnützige Dieter Kissel-Stiftung, deren Stiftungszweck die Förderung von Kunst und Kultur in Landau und der Südpfalz ist.

## Struktur
Die Kissel-Unternehmensgruppe ist im Lebensmitteleinzel- und -großhandel und in der Produktion von Fleisch- und Wurstwaren aktiv.
Unter den Marken Kissel-SBK (11 Warenhäuser), sowie Kissel-Markt (9 Nahversorgermärkte) werden Endverbraucher bedient. Das Großhandelsgeschäft erfolgt durch zwei Abholgroßmärkte in Landau in der Pfalz sowie in Bingen am Rhein. Die zur Gruppe gehörende Pfälzer Spezialitäten Fleisch- und Wurstwaren GmbH & Co. KG produziert Fleisch- und Wurstwaren. Zudem besteht eine Beteiligung an der Weinkellerei Weinkeller „Am Deutschen Tor Landau“ GmbH in Landau.
Des Weiteren besitzt die Kissel-Unternehmensgruppe verschiedene Immobilienbesitz-, -verwaltungs- und beteiligungsgesellschaften als Immobilienfonds.
Die Kissel-Großhandelsmärkte sind dem schweizerischen Handelskontor Markant AG angeschlossen.
Der Kissel-Einzelhandel hat die bereits bestehende Kooperation mit der Edeka Südwest weiter vertieft und ab dem 1. Januar 2019 Anteile an der Handelsgesellschaft erworben.
Die Unternehmensgruppe hatte 2017 ein Umsatzvolumen von 170,7 Millionen Euro und über 1000 Mitarbeiter.

## Geschichte
Gegründet wurde die Unternehmensgruppe 1926 als August Frey GmbH in Landau in der Pfalz. Geschäftszweck war damals Tabakfabrikation, der Großhandel mit Tabakfabrikaten, Rohtabaken sowie Lebens- und Genussmitteln aller Art. Nach und nach wurde der Lebensmittelgroßhandel zum Hauptgeschäftszweck, welcher sukzessive durch eigene Läden ergänzt wurde. Von Dieter Kissel in dritter Generation als Familienunternehmen geführt, wurde es nach seinem Tod am 22. November 2011 in die Dieter Kissel-Stiftung überführt, die als alleiniger Gesellschafter fungiert.